# 인가 (전조)
인가(麟嘉)는 중국 전조(前趙) 소무제(昭武帝)의 네 번째 연호이다. 316년 11월에서 318년 6월까지 1년 8개월 동안 사용하였다.
같은 시기에 사용된 다른 연호로는 서진(西晉)에서 사용한 건흥(建興 :313년 ~ 317년), 동진(東晉)에서 사용한 건무(建武 : 317년 ~ 318년), 대흥(大興 : 318년 ~ 321년), 성한(成漢)에서 사용한 옥형(玉衡 : 310년 ~ 334년), 전량(前凉)에서 사용한 건흥(建興 : 314년 ~ 361년)이 있다.

## 개원
건원(建元) 2년 11월 18일(316년 12월 18일)에 연호를 인가(麟嘉)로 개원함.

## 연대대조표
| 인가                | 원년           | 2년             | 3년                 |
| 서력                | 316년          | 317년           | 318년               |
| 육십간지 (六十干支) | 병자(丙子)     | 정축(丁丑)      | 무인(戊寅)          |
| 서진 (西晉)         | 건흥(建興) 4년 | 5년             | -                   |
| 동진 (東晉)         | -              | 건무(建武) 원년 | 2년 대흥(大興) 원년 |
| 성한 (成漢)         | 옥형(玉衡) 6년 | 7년             | 8년                 |
| 전량 (前凉)         | -              | 건흥(建興) 5년  | 6년                 |

## 같이 보기
- 다른 왕조의 같은 연호
  - 후량(後凉) 인가(389년 ~ 396년)

- 중국의 연호